# Vladimirovka (ort i Azerbajdzjan)
Vladimirovka är en ort i Azerbajdzjan.   Den ligger i distriktet Quba Rayonu, i den nordöstra delen av landet, 160 km nordväst om huvudstaden Baku. Vladimirovka ligger 486 meter över havet och antalet invånare är 2 492.
Terrängen runt Vladimirovka är platt åt nordost, men åt sydväst är den kuperad. Runt Vladimirovka är det ganska glesbefolkat, med 48 invånare per kvadratkilometer.. Närmaste större samhälle är Quba, 5,0 km sydväst om Vladimirovka. 
Trakten runt Vladimirovka består till största delen av jordbruksmark.